# سيغرلاند

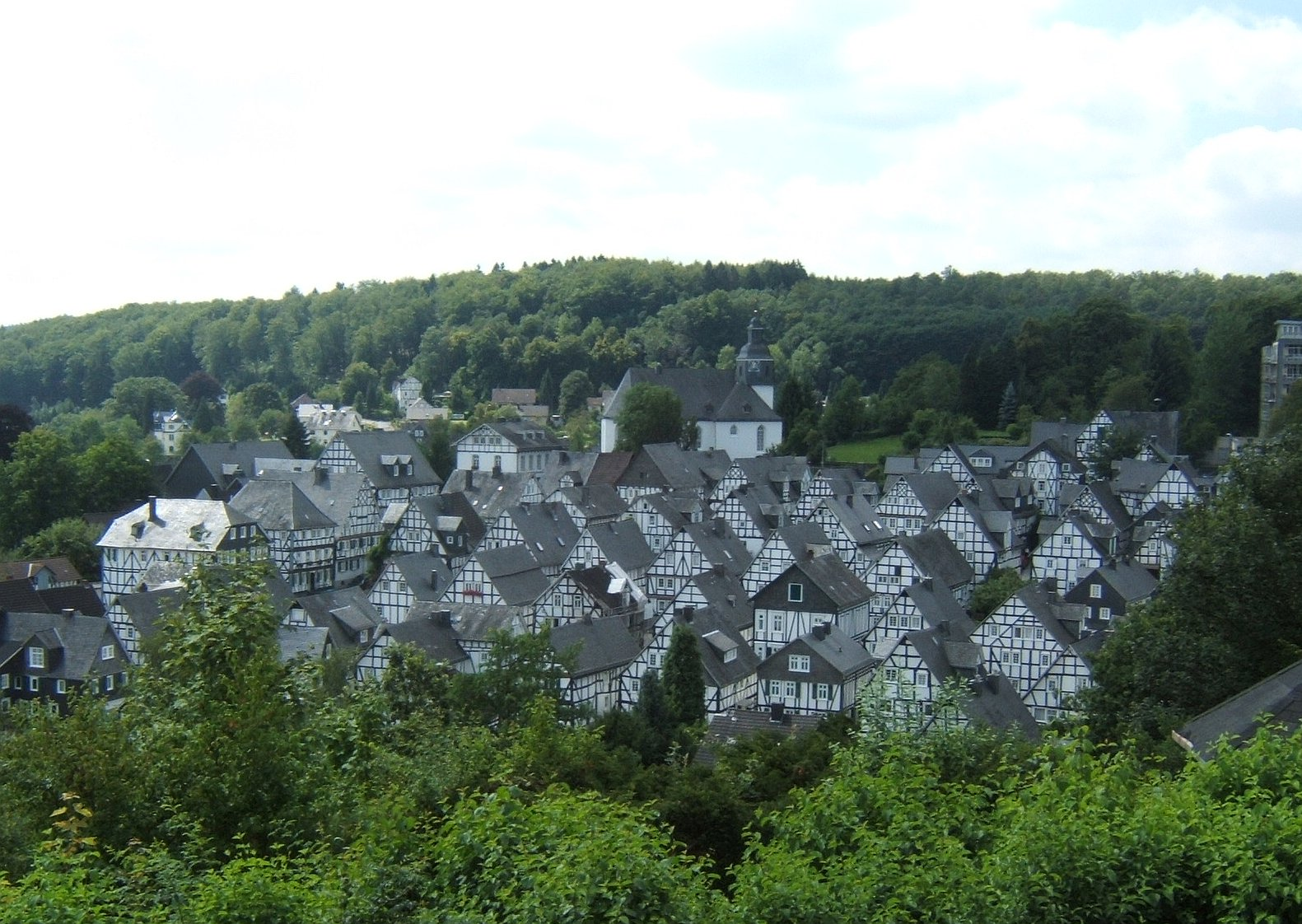
المدينة القديمة "فرويدنبرغ" تشكل قلب المنطقة.

سيغرلاند (بالأمانية: Siegerland) هي منطقة في ألمانيا تقع في جنوب ولاية وستفاليا. تتميز بالهضاب العالية الخضراء. وتمر فيها عدة جداول للماء. من أهم مدنها مدينة سيغن.

## الموقع
تقع سيغرلاند وهي منطقة غابات خضراء على مرتفعات بالقرب من غابة «وسترفالد» التي تتبع «راينلاند فالس». من الوجهة الاقتصادية يوجد تكامل اقتصادي بين المنطقتين أما العادات والتقاليد فتختلف في كل منهما نظرا لوجود أعالي جبلية بينهما.
من الوجهة الجغرافية تتبع كل من سيغرلاند ووسترفالد إلى المنطقة الطبيعية سيغرلاند الكبيرة.
تحيط بسيغرلاند جبال الأردواز «شيفرجبيرغز»، وأهم مدنها سيغن. ويرجع تسمية المنطقة وتسمية المدينة إلى نهر سيغ الذي يمر فيهما. ونهر سيغ نفسه من روافد نهر الراين.

## أهم المعالم
.

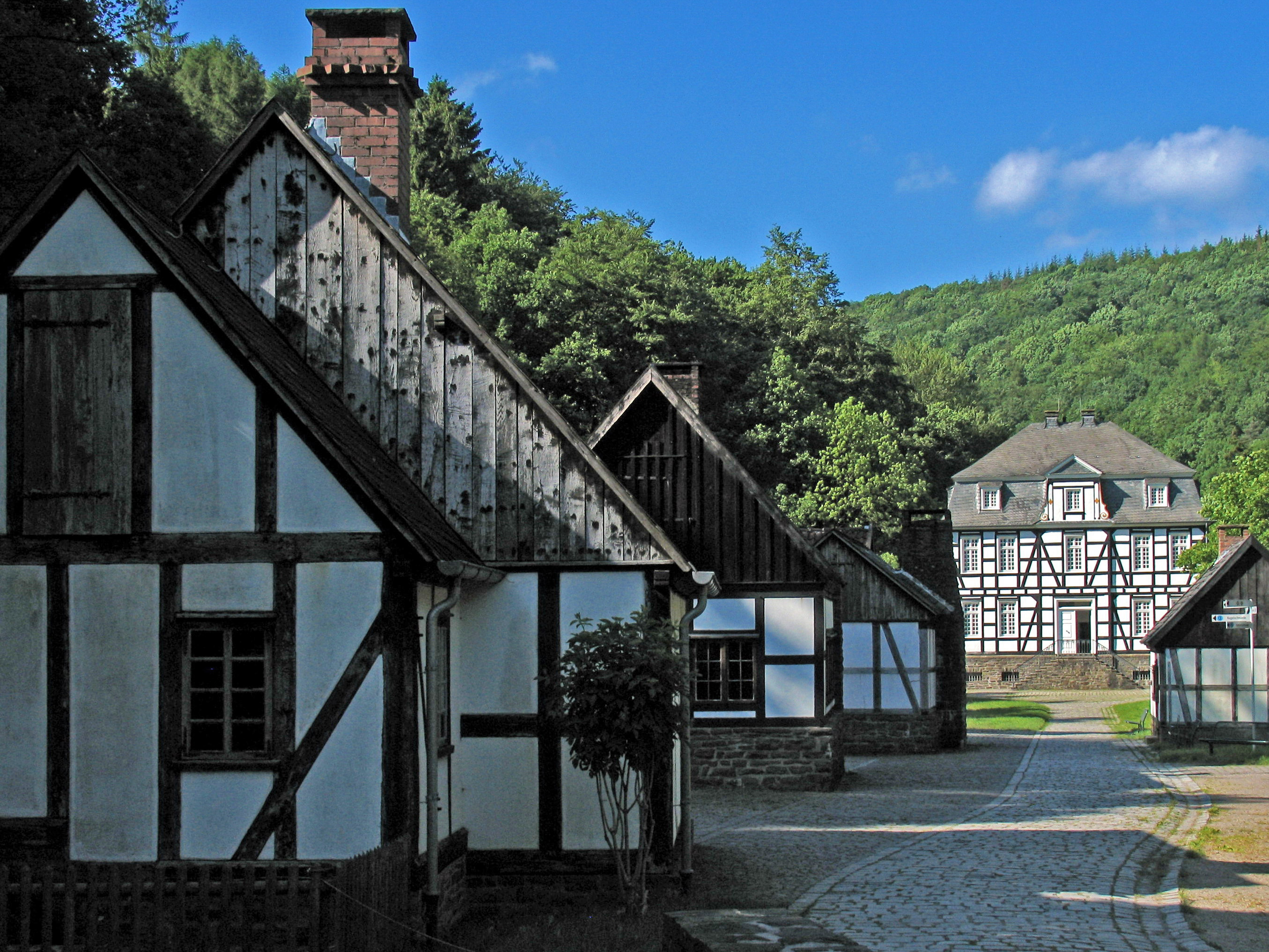
مبنى إدارة المدينة بني في عام 1754
وأصبح في عام 1974 جزءا من متحف هاغن في الهواء الطلق

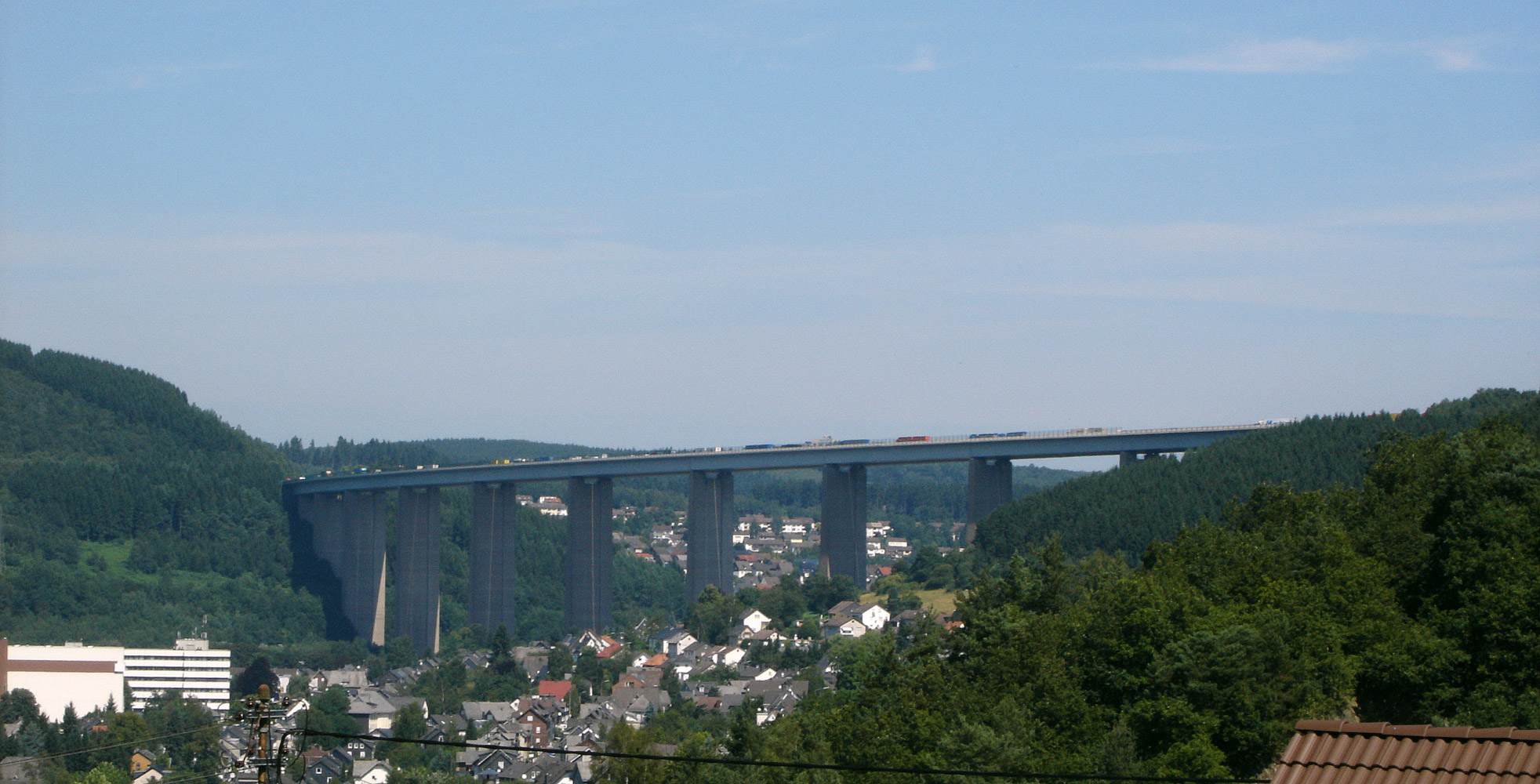
جسر "سيغتالبروكه" واحد من أعلى جسور الطريق السريع 45.

استخرج البازلت من تلك المنطقة بين عامي 1910 و 1925 مما ترك حفرة عميقة. وعملت البلدية على تحويل تلك الحفرة إلى بحيرة للاستجمام، تسمى "سيلبرسي"، أي بحيرة الفضة". وعلى حافة البحيرة ترى هضاب أحجار البازلت تعلو عن الأرض حوالي 40 متر.
أنشئت فيها «منتزه طبيعي روتهارجبرغه» في عام 1963 على مساحة 1355 كيلومتر مربع. وتم توسيعه في عام 2015 . يحب الجوالة التجوال في نواحي متعددة في المنتزه.

## اقرأ أيضا
- وستفاليا